# Merume
Merume je rijeka u Gvajani. Pritoka je rijeke Kamarang i pripada porječju rijeke Essequibo.